# Чемпіонат Європи з футболу 2024 (кваліфікаційний раунд, група E)
Група E кваліфікації УЄФА Євро-2022 — одна з 10 груп для визначення команд, які пройдуть до Чемпіонату Європи 2024 у Німеччині. Група E складається з 5 команд: Албанія, Молдова, Польща, Фарерські острови та Чехія. Команди зіграють одна з одною вдома та на виїзді за круговою системою.
Дві кращі команди групи потраплять напряму до Чемпіонату Європи 2024. В той час, як учасники плей-оф визначаються на основі результатів Ліги націй УЄФА 2022–23.

## Турнірна таблиця
| Поз | Команда           | І | В | Н | П | ГЗ | ГП | РГ  | О  | Кваліфікація                       |     | Албанія | Чехія | Польща | Молдова | Фарерські острови |
| --- | ----------------- | - | - | - | - | -- | -- | --- | -- | ---------------------------------- | --- | ------- | ----- | ------ | ------- | ----------------- |
| 1   | Албанія           | 8 | 4 | 3 | 1 | 12 | 4  | +8  | 15 | Кваліфікація до фінального турніру |     | —       | 3:0   | 2:0    | 2:0     | 0:0               |
| 2   | Чехія             | 8 | 4 | 3 | 1 | 12 | 6  | +6  | 15 | Кваліфікація до фінального турніру |     | 1:1     | —     | 3:1    | 3:0     | 1:0               |
| 3   | Польща            | 8 | 3 | 2 | 3 | 10 | 10 | 0   | 11 | Вихід до плей-оф через Лігу націй  |     | 1:0     | 1:1   | —      | 1:1     | 2:0               |
| 4   | Молдова           | 8 | 2 | 4 | 2 | 7  | 10 | −3  | 10 |                                    |     | 1:1     | 0:0   | 3:2    | —       | 1:1               |
| 5   | Фарерські острови | 8 | 0 | 2 | 6 | 2  | 13 | −11 | 2  |                                    | 1:3 | 0:3     | 0:2   | 0:1    | —       |                   |

1. 1 2  Більша кількість очок в матчах між цими командами: Албанія 4, Чехія 1.

## Матчі
УЄФА опублікували розклад матчів 10 жовтня 2022, на наступний день після жеребкування. Час вказано у EET/EEST (київський час) (місцевий час, якщо відрізняється, вказано в дужках).
| 24 березня 2023 21:45 (20:45 CET) |

| Чехія                                     | 3:1      | Польща              |
| ----------------------------------------- | -------- | ------------------- |
| - Крейчий II 1' - Чванчара 3' - Кухта 64' | Протокол | - Д. Шиманський 87' |

| Еден Арена, Прага Глядачів: 19 045 Арбітр: Анастасіос Сідіропулос (Греція) |

| 24 березня 2023 21:45 |

| Молдова                 | 1:1      | Фарерські острови |
| ----------------------- | -------- | ----------------- |
| - Ніколаєску 87' (пен.) | Протокол | - Міккельсен 27'  |

| Зімбру, Кишинів Глядачів: 4 732 Арбітр: Нік Волш (Шотландія) |

| 27 березня 2023 21:45 (20:45 CEST) |

| Польща            | 1:0      | Албанія |
| ----------------- | -------- | ------- |
| - Свідерський 41' | Протокол |         |

| Національний, Варшава Глядачів: 56 227 Арбітр: Славко Винчич (Словенія) |

| 27 березня 2023 21:45 |

| Молдова | 0:0      | Чехія |
| ------- | -------- | ----- |
|         | Протокол |       |

| Зімбру, Кишинів Глядачів: 5 120 Арбітр: Даніель Шлагер (Німеччина) |

| 17 червня 2023 21:45 (20:45 CEST) |

| Албанія               | 2:0      | Молдова |
| --------------------- | -------- | ------- |
| Асані 52' Байрамі 76' | Протокол |         |

| Ейр Албанія, Тирана Глядачів: 20 944 Арбітр: Денніс Хіглер (Нідерланди) |

| 17 червня 2023 21:45 (19:45 WEST) |

| Фарерські острови | 0:3      | Чехія                          |
| ----------------- | -------- | ------------------------------ |
|                   | Протокол | Крейчий II 15' Черний 44', 75' |

| Торсволлюр, Торсгавн Глядачів: 2 232 Арбітр: Арда Кардешлер (Туреччина) |

| 20 червня 2023 21:45 |

| Молдова                         | 3:2      | Польща                      |
| ------------------------------- | -------- | --------------------------- |
| Ніколаєску 48', 79' Бабогло 85' | Протокол | Мілік 12' Левандовський 34' |

| Зімбру, Кишинів Глядачів: 9 442 Арбітр: Філіп Глова (Словаччина) |

| 20 червня 2023 21:45 (19:45 WEST) |

| Фарерські острови | 1:3      | Албанія                            |
| ----------------- | -------- | ---------------------------------- |
| Феро 45+1'        | Протокол | Байрамі 20' Асллані 51' Мучі 90+1' |

| Торсволлюр, Торсгавн Глядачів: 2 507 Арбітр: Хрисовалантіс Теулі (Кіпр) |

| 7 вересня 2023 21:45 (20:45 CEST) |

| Польща                        | 2:0      | Фарерські острови |
| ----------------------------- | -------- | ----------------- |
| Левандовський 73' (пен.), 83' | Протокол |                   |

| Національний, Варшава Глядачів: 54 129 Арбітр: Давид Шмаяц (Словенія) |

| 7 вересня 2023 21:45 (20:45 CEST) |

| Чехія      | 1:1      | Албанія     |
| ---------- | -------- | ----------- |
| Черний 56' | Протокол | Байрамі 66' |

| Еден Арена, Прага Глядачів: 18 641 Арбітр: Ентоні Тейлор (Англія) |

| 10 вересня 2023 19:00 (17:00 WEST) |

| Фарерські острови | 0:1      | Молдова  |
| ----------------- | -------- | -------- |
|                   | Протокол | Раце 53' |

| Торсволлюр, Торсгавн Глядачів: 2 710 Арбітр: Вассіліс Фотіас (Греція) |

| 10 вересня 2023 21:45 (20:45 CEST) |

| Албанія            | 2:0      | Польща |
| ------------------ | -------- | ------ |
| Асані 37' Даку 62' | Протокол |        |

| Ейр Албанія, Тирана Глядачів: 21 900 Арбітр: Хосе Марія Санчес Мартінес (Іспанія) |

| 12 жовтня 2023 21:45 (20:45 CEST) |

| Албанія                  | 3:0      | Чехія |
| ------------------------ | -------- | ----- |
| Асані 9' Сефері 51', 73' | Протокол |       |

| Ейр Албанія, Тирана Глядачів: 20 917 Арбітр: Данні Маккелі (Нідерланди) |

| 12 жовтня 2023 21:45 (19:45 WEST) |

| Фарерські острови | 0:2      | Польща                     |
| ----------------- | -------- | -------------------------- |
|                   | Протокол | С. Шиманський 4' Букса 65' |

| Торсволлюр, Торсгавн Глядачів: 3 220 Арбітр: Аллард Ліндгут (Нідерланди) |

| 15 жовтня 2023 19:00 (18:00 CEST) |

| Чехія             | 1:0      | Фарерські острови |
| ----------------- | -------- | ----------------- |
| Соучек 76' (пен.) | Протокол |                   |

| Дусан Арена, Пльзень Глядачів: 9 115 Арбітр: Рохіт Саггі (Норвегія) |

| 15 жовтня 2023 21:45 (20:45 CEST) |

| Польща          | 1:1      | Молдова        |
| --------------- | -------- | -------------- |
| Свідерський 53' | Протокол | Ніколаєску 26' |

| Національний, Варшава Глядачів: 51 672 Арбітр: Артур Соареш Діаш (Португалія) |

| 17 листопада 2023 21:45 |

| Молдова     | 1:1      | Албанія              |
| ----------- | -------- | -------------------- |
| Бабогло 87' | Протокол | Цикаллеші 25' (пен.) |

| Зімбру, Кишинів Глядачів: 9 537 Арбітр: Вільям Коллам (Шотландія) |

| 17 листопада 2023 21:45 (20:45 CET) |

| Польща           | 1:1      | Чехія      |
| ---------------- | -------- | ---------- |
| Пйотровський 38' | Протокол | Соучек 49' |

| Національний, Варшава Глядачів: 56 310 Арбітр: Даніеле Орсато (Італія) |

| 20 листопада 2023 21:45 (20:45 CET) |

| Чехія                            | 3:0      | Молдова |
| -------------------------------- | -------- | ------- |
| Доудєра 14' Хорий 72' Соучек 90' | Протокол |         |

| Андрув, Оломоуць Глядачів: 11 653 Арбітр: Сандро Шерер (Швейцарія) |

| 20 листопада 2023 21:45 (20:45 CET) |

| Албанія | 0:0      | Фарерські острови |
| ------- | -------- | ----------------- |
|         | Протокол |                   |

| Ейр Албанія, Тирана Глядачів: 21 456 Арбітр: Свен Яблонскі (Німеччина) |

## Бомбардири
Протягом турніру було забито  43 голів у 20 матчах, з середнім показником 2.15 голів за матч.
4 голи
- Іон Ніколаєску

3 голи
- Ясір Асані
- Недім Байрамі
- Роберт Левандовський
- Вацлав Черний
- Томаш Соучек

2 голи
- Таулант Сефері
- Владислав Бабогло
- Кароль Свідерський
- Ладислав Крейчий II

1 гол
- Крістіан Асллані
- Сокол Цикаллеші
- Мірлінд Даку
- Ернест Мучі
- Вадим Раце
- Адам Букса
- Аркадіуш Мілік
- Якуб Пйотровський
- Даміан Шиманський
- Себастьян Шиманський
- Мадс Бое Міккельсен
- Одмар Феро
- Томаш Хорий
- Давид Доудєра
- Ян Кухта
- Томаш Чванчара

## Дисциплінарні покарання
Гравець автоматично пропускає наступний матч за наступні дисциплінарні порушення:
- Червона картка (відсторонення за червону картку може бути збільшене за серйозні порушення)
- 3 жовті картки у трьох різних матчах (відсторонення за червону також поширюється і на плей-оф, але не на фінальний турнір чи і подальші міжнародні матчі)

Гравці відбули наступні дисциплінарні покарання: 
| Команда           | Гравець        | Порушення                    | Відсторонено на матч(і)        |
| ----------------- | -------------- | ---------------------------- | ------------------------------ |
| Чехія             | Моймир Хитіл   | пр. Албанії (12 жовтня 2023) | пр. Польщі (17 листопада 2023) |
| Фарерські острови | Хьордур Аскхам | пр. Польщі (12 жовтня 2023)  | пр. Чехії (15 жовтня 2023)     |

| ЖК           | жовта картка                                      |
| ЖК · YK · RK | непряма червона картка (дві жовті в одному матчі) |
| RK           | червона картка                                    |
| ЖК · RK      | жовта та червона картка в одному матчі            |

## Позначки
1. ↑  EET (UTC+2) для матчів до 26 березня та у листопаді 2023, та EEST (UTC+3) для решти матчів.